# Palicourea kalbreyeri
Palicourea kalbreyeri är en måreväxtart som beskrevs av Paul Carpenter Standley. Palicourea kalbreyeri ingår i släktet Palicourea och familjen måreväxter. Inga underarter finns listade i Catalogue of Life.